# Люльковский комплексный природный заказник
Люльковский комплексный природный заказник — государственный природный заказник (комплексный) регионального (областного) значения Московской области, целью которого является сохранение ненарушенных природных комплексов, их компонентов в естественном состоянии; восстановление естественного состояния нарушенных природных комплексов, поддержание экологического баланса. Заказник предназначен для:
- сохранения и восстановления природных комплексов;
- сохранения местообитаний редких видов растений, лишайников и животных;
- ведения мониторинга видов растений, лишайников и животных, занесенных в Красную книгу Российской Федерации и Красную книгу Московской области;
- выполнения научно-исследовательских работ по изучению объектов особой охраны заказника.

Заказник основан в 1988 году. Местонахождение: Московская область, Можайский городской округ. Заказник состоит из трёх участков: участок 1 расположен в 1 км к юго-западу от деревни Кусково и в 0,7 км к западу от деревни Лобково, западная граница участка совпадает с границей Московской области; участок 2 расположен в 0,6 км к востоку от деревни Лобково и в 0,7 км к западу от деревни Люльки; участок 3 расположен в 1,7 километрах к востоку от деревни Цветки и в 1,5 км к юго-западу от деревни Зенино. На прилегающих к заказнику территориях создана охранная зона. Общая площадь заказника составляет 2192,45 га (участок 1 (западный) — 589,48 га, участок 2 (центральный) — 124,08 га, участок 3 (восточный) — 1478,89 га). Участок 1 включает кварталы 84, 85, 86, 87 Семеновского участкового лесничества Бородинского лесничества. Участок 2 включает квартал 83 Семеновского участкового лесничества Бородинского лесничества. Участок 3 включает кварталы 59, 60, 68, 76, 77 Семеновского участкового лесничества, кварталы 79, 83 Ивакинского участкового лесничества Бородинского лесничества и иные земли.

## Описание
Территория заказника расположена на восточном макросклоне Смоленской возвышенности в зоне распространения холмистых, волнистых и плоских моренных и озерно-водно-ледниковых равнин. Абсолютные высоты территории изменяются от 224 м над уровнем моря (урез воды в реке Большая Шаня на юго-западной границе участка 1 заказника) до 256 м над уровнем моря (на вершине холма в северной части участка 3 заказника). Кровля дочетвертичных отложений местности представлена доломитами и известняками с прослоями мергелей и глин среднего карбона.
Территория заказника включает волнистые, слабоволнистые и плоские моренные и озерно-водно-ледниковые равнины, осложненные отдельными моренными холмами, ложбинами, западинами, овражно-балочными формами и долинами малых рек. Поверхности равнин сложены моренными отложениями (валунными суглинками и супесями), перекрытыми покровными суглинками, или озерно-водно-ледниковыми песками и суглинками.
Вследствие водоупорных качеств грунтов, слагающих поверхности равнины, территория имеет достаточно густую сеть малых рек и ручьев (Большая Шаня, Лопать, Рудня, Берега, Лужа), болот и заболоченных западин. Водотоки часто пролегают по днищам широко открытых (до 2 км в поперечнике и глубиной не более 10 м) ложбин стока.
На участке 1 сформировались пологонаклонные равнины, прорезаемые в его западной оконечности долиной реки Большая Шаня. Абсолютные высоты на участке изменяются от 224 м над уровнем моря (урез воды в реке Большая Шаня на юге участка) до 245 м над уровнем моря (вершина холма на севере участка). Пологие склоны равнин имеют преимущественно западную, юго-западную и северо-западную экспозицию. В северной части участка образовался субширотно вытянутый моренный холм высотой около 5 м. Моренные отложения, перекрытые на поверхностях равнин покровными суглинистыми отложениями, представлены тяжелыми бурыми и серо-бурыми суглинками. В пределах равнины сформировалось большое количество микроложбин и западин блюдцеобразной формы. Долина реки Большая Шаня, протянувшаяся в верховьях водотока вдоль границы заказника на 5 км, имеет здесь небольшую глубину вреза — до 6 м.
Гидрологический сток в пределах участка 1 заказника направлен в реку Большую Шаню (приток Шани, бассейн реки Оки) и её притоки. Ширина извилистого русла Большой Шани достигает 2—3 м. Наиболее крупный приток Большой Шани в пределах участка — река Лопать, приустьевой фрагмент русла которой входит в южную часть территории. Ширина русла Лопати — 1—1,5 м.
Участок 2 занят субмеридионально вытянутым фрагментом пологонаклонной водораздельной равнины между долинами протекающих с севера на юг рек Лопать и Рудня (левые притоки Большой Шани). Абсолютные высоты поверхностей в границах участка 2 заказника составляют 235—241 м над уровнем моря. Поверхности равнин сложены покровными суглинками на морене.
Участок 3 занят слабоволнистыми и плоскими равнинами с отдельными моренными холмами, заболоченными ложбинами стока, западинами и долинами рек с отрогами. Абсолютные высоты в пределах участка изменяются от 227 м над уровнем моря (урез воды в верховьях реки Лужи) до 256 м над уровнем моря (вершина холма на север участка). Овальные и вытянутые моренные холмы имеют высоты не более 4—6 м. В пределах участка 3 заказника сформировались многочисленные ложбины размером до первых сотен метров. Поверхности равнин на участке сложены покровными суглинками на морене или озерно-водно-ледниковыми отложениями, перекрытыми слоем торфа в заболоченных ложбинах и западинах. Южная часть участка включает истоки реки Лужи, представленные многочисленными ветвящимися, веерообразно расположенными ложбинами, в верховьях зачастую заболоченными. Неглубокие (до 5 м) долины истоков реки Лужи имеют корытообразную форму профиля и пологие борта.
Гидрологический сток участка 3 заказника направлен в реку Берегу (правый приток реки Протвы, бассейн реки Оки) на севере территории, в реку Рудня на западе территории и реку Лужу на юге (правый приток Протвы).
Почвенный покров равнин заказника представлен дерново-подзолистыми и дерново-подзолисто-глеевыми почвами (по понижениям). В местах, преобразованных распашкой, образовались агродерново-подзолистые и агродерново-подзолисто-глеевые почвы. В переувлажнённых доньях ложбин и западин встречаются перегнойно-глеевые почвы, на болотах — торфяные эутрофные и торфяные олиготрофные почвы. На поймах рек образовались аллювиальные светлогумусовые почвы.

### Флора и растительность
В растительном покрове заказника преобладают субнеморальные леса с господством березы, осины и ели в различных сочетаниях, в том числе заболоченные. Незначительные площади занимают сырые и заболоченные луговины и черноольховые леса.
На участке 1 встречаются березовые и осиновые леса с большим или меньшим участием ели с папротниково-кисличным или влажнотравным покровом при значительной доле заболоченных массивов. Здесь преобладают влажные и заболоченные леса, сочетания заболоченных лугов, болот переходного и низинного типа. Также присутствуют посадки ели.
Леса достаточно дренированных местообитаний в пределах заказника представлены березово-осиново-еловыми и березово-осиновыми с подростом ели, производными еловых субнеморальных травяно-папоротниково-зеленомошных. Среди них встречаются вкрапления старовозрастных ельников зеленомошных таёжного типа и ельников с мелколиственными и широколиственными породами. Из кустарников доминирует крушина ломкая, среди трав — таёжные виды и лесное влажнотравье: кислица, щитовник картузианский, плаун годичный, брусника, хвощ лесной, овсяница гигантская, майник двулистный, борец северный, гравилат речной, недотрога обыкновенная, гнездовка настоящая, любка двулистная (оба вида — редкие и уязвимые, не включенные в Красную книгу Московской области, но нуждающиеся на её территории в постоянном контроле и наблюдении) и другие.
На влажнотравных опушках и прогалинах в этих лесах встречаются мякотница однолистная (занесена в Красную книгу Московской области), пальчатокоренник мясо-красный и купальница европейская (редкие и уязвимые виды, не включенные в Красную книгу Московской области, но нуждающиеся на её территории в постоянном контроле и наблюдении).
На небольших участках смешанных елово-лиственных лесов кроме ели, осины и берёзы встречаются и широколиственные породы — липа мелколистная и клен платановидный. В кустарниковом ярусе здесь обычны лещина обыкновенная, жимолость лесная и волчеягодник обыкновенный (редкий и уязвимый вид, не включенный в Красную книгу Московской области, но нуждающийся на её территории в постоянном контроле и наблюдении). В травяном покрове преобладают виды дубравного широкотравья: сныть обыкновенная, вороний глаз, живучка ползучая, подмаренник средний, бор развесистый, зеленчук жёлтый, осока волосистая, медуница неясная, лютик кашубский и другие.
Мелколиственные леса заказника являются длительнопроизводными и представлены в основном березняками и осинниками на месте субнеморальных еловых лесов. Особое место в растительном покрове этого участка занимают старовозрастные осинники, встречающиеся, большей частью, в его южной половине. Кроме осины встречается примесь березы и липы. Сомкнутость древостоя довольно высока (80 процентов) при высоте до 28—30 м и диаметрах стволов до 50 см. Часто наблюдается второй ярус из ели или довольно густой её подрост (до 30—40 процентов). Также отмечается подрост липы, дуба и вяза шершавого. В подлеске участвуют жимолость лесная, бересклет бородавчатый, лещина, крушина ломкая. Травяно-кустарничковый ярус образован видами дубравного широкотравья (копытень, живучка, звездчатка жестколистная и прочие) и другими видами (буквица лекарственная, земляника лесная, хвощ лесной, таволга вязолистная, дудник лесной, костяника, золотарник обыкновенный, дремлик широколистный, любка двулистная, колокольчик широколистный).
В травяном покрове влажнотравно-папоротниково-широкотравных березово-осиново-еловых и елово-осиново-березовых сыроватых лесов присутствуют пролесник многолетний, борец северный, кочедыжник женский, гравилат речной, хвощ лесной, чистец лесной, скерда болотная, кислица обыкновенная, зеленчук жёлтый, лютик кашубский, звездчатка жестколистная, медуница неясная, осока волосистая, бор развесистый, сныть обыкновенная, колокольчик широколистный, дремлик широколистный (оба вида — редкие и уязвимые виды, не включенные в Красную книгу Московской области, но нуждающиеся на её территории в постоянном контроле и наблюдении).
Заболоченные леса представлены черноольхово-березовыми и пушистоберезовыми. В их травяном ярусе произрастают типичные виды влажнотравья: таволга вязолистная, камыш лесной, герань болотная, скерда болотная, вейник сероватый, крапива двудомная, дудник лесной, паслен сладко-горький, осока сероватая, вербейник обыкновенный, осоки пузырчатая, вздутая и дернистая, хвощ речной, сабельник болотный.
Под пологом лесов различного возраста обычны посадки ели. Травяной покров образуют в посадках ландыш майский, земляника лесная, купальница европейская и другие. Местами под пологом образовался мертвый покров.
Для переходных болот территории характерны береза пушистая и сосна обыкновенная. Здесь развит покров из сфагновых мхов и присутствуют некоторые кустарнички, характерные для верховых болот, — багульник болотный, голубика и клюква болотная. В травяном покрове встречаются также вейник сероватый, сабельник болотный, вахта трехлистная, хвощ лесной, таволга вязолистная и различные виды осок (дернистая и пузырчатая).
Основными видами вейниково-тростниково-осоковых ивняковых с березой пушистой болот являются: тростник южный, вейник сероватый, рогоз широколистный, хвощ речной, таволга вязолистная, сабельник болотный, осоки острая и дернистая.
Для заболоченных серовейниково- и осоково-влажнотравных лугов характерны: вейник сероватый, герань болотная, валериана лекарственная, хвощ луговой, бодяк разнолистный, таволга вязолистная, камыш лесной, горец змеиный, вероника длиннолистная, синюха голубая (редкий и уязвимый вид, не включенный в Красную книгу Московской области, но нуждающийся на её территории в постоянном контроле и наблюдении), дербенник иволистный, дудник лесной, василистник жёлтый, осоки заячья, чёрная, мохнатая и другие.
Растительный покров участка 2 представляет собой сочетание осиново-березовых и березово-осиновых с большим или меньшим участием ели насаждений с фрагментами еловых посадок. Леса, в основном, сомкнутые (до 80—90 процентов) при высоте до 28 м и диаметрах стволов 35—45 см. Ель часто образует или второй ярус на высоте 18—20 м, или представлена обильным подростом. Также местами отмечается подрост липы. Из кустарников обычны рябина, черемуха, крушина ломкая, бузина красная, малина, жимолость лесная. В травяно-кустарничковом ярусе чаще всего ведущая роль принадлежит папоротникам (кочедыжник женский, щитовники мужской и картузианский, или игольчатый) при участии таких видов, как грушанка круглолистная, кислица, земляника лесная, сивец луговой, черноголовка обыкновенная, золотарник обыкновенный, живучка ползучая, крапива двудомная, гравилат городской, герань Роберта.
По окраинам лесного квартала представлены заросли подроста березы, осины и ивы козьей («жердняк») высотой до 10 м. На восточной окраине квартала отмечается внедрение под полог борщевика Сосновского.
На западной окраине квартала есть бодяково-тимофеевково-овсяницевая залежь, зарастающая единичными березами и ивами. Неподалеку образовались заболоченные луга с таволгой вязолистной, хвощем речным, щучкой дернистой, сабельником болотным, где растут купальница европейская и синюха голубая.
Участок заказника характеризуется преобладанием березово-еловых, елово-березовых и осиновых лесов. Березовые леса из березы повислой также встречаются нечасто — везде присутствует примесь ели. В ряде мест имеются еловые посадки разного возраста.
Сомкнутость древостоя еловых и березово-еловых лесов, как правило, составляет 60—80 процентов, в его составе чаще преобладает ель (до 7-8 единиц), хотя примесь березы повислой, реже — березы пушистой постоянна. Также более или менее постоянно присутствует примесь осины и ивы козьей. Единично отмечены дуб, липа и, в основном в северной половине участка, сосна. В ряде случаев четко прослеживается восстановление еловых древостоев под пологом березы. Наиболее крупные старые ели в центре участка достигают высоты 30 м при диаметрах стволов до 90 см. Чистые еловые древостои сравнительно редки.
Кустарниковый ярус выражен не всегда, его проективное покрытие обычно не превышает 10—15 процентов. Наиболее часто в нём присутствуют малина, черемуха, рябина, жимолость лесная, лещина. Кроме того, отмечены ивы ушастая, пепельная и козья, бересклет бородавчатый, волчеягодник обыкновенный.
Травяно-кустрничковый ярус березово-еловых лесов выражен в разной мере. Преобладают леса с высокой ролью кислицы: широкотравно-кисличные и папоротниково-кисличные с проективным покрытием травяного яруса до 65—70 процентов. Для широкотравно-кисличных типов характерны такие виды, как живучка ползучая, зеленчук жёлтый, костяника, ожика волосистая, мицелис стенной, земляника лесная, герань лесная, вороний глаз, щитовник мужской; единично отмечен подлесник европейский (вид, включенный в Красную книгу Московской области), а также ландыш майский, плаун булавовидный и дремлик широколистный (редкие и уязвимые виды, не включенные в Красную книгу Московской области, но нуждающиеся на территории области в постоянном контроле и наблюдении).
Для папоротниково-кисличных типов леса, кроме вышеназванных, типичны щитовник картузианский, кочедыжник женский, крапива двудомная, горошек заборный. По локальным понижениям развиты более сырые варианты кислично-папоротниковых лесов с высокой долей кочедыжника женского, где отмечаются таволга вязолистная, бодяк разнолистный, вербейник обыкновенный, щучка дернистая, гравилат речной, горицвет кукушкин, фегоптерис связывающий. Здесь же растут купальница европейская и пальчатокоренник Фукса (редкие и уязвимые виды, не включенные в Красную книгу Московской области, но нуждающиеся на территории области в постоянном контроле и наблюдении). В лесах с наиболее густым древостоем, в частности в лесокультурах, отмечаются мертвопокровные участки. В большинстве случаев довольно выражен моховой покров (до 60-70 процентов покрытия) из плеврозиума Шребера, ритидиадельфа трехгранного, гилокомия блестящего, видов дикранума и плагиомниума. На ветвях елей растут виды лишайников, занесенные в Красную книгу Московской области — уснея нитчатая, или густобородая, и бриория волосовидная.
Местами наблюдается повреждение елей короедом (небольшие участки, где около четверти деревьев выпадают из состава). Близ этих участков и по осветленным окнам отмечается формирование микроассоциаций с преобладанием таких видов, как крапива двудомная, будра плющевидная, скерда болотная, таволга вязолистная, вербейник монетчатый.
Среди елово-березовых и березово-еловых лесов с осиной встречаются осинники влажнотравные, разнотравно-влажнотравные и папоротниково-широкотравные с влажнотравьем — щучкой дернистой, сивцом луговым, щитовником картузианским, живучкой, копытнем, звездчаткой жестколистной и костяникой. Близ опушек в краевых частях лесных кварталов отмечены березовые леса с преобладанием вейника наземного и высоким участием луговых видов — клевера среднего, овсяницы луговой, чины луговой, зверобоя продырявленного.
Значительные пространства в пределах участка, приуроченные к долинам малых рек и ручьев и западинам, в большей или меньшей степени заболочены и подвергались в прошлом осушению — в лесу сохранились дренажные каналы. Здесь в центральных частях представлены осоково-влажнотравные, в ряде случаев — тростниковые, заросли с участием таких видов, как таволга вязолистная, осока вздутая, хвощ речной, подмаренник болотный, зюзник европейский, калужница болотная, сабельник болотный, камыш лесной, паслен сладко-горький, вейник сероватый. Последний вид иногда является доминатом сообществ, особенно в краевых частях подобных массивов. Здесь же присутствуют единичные ивы (пепельная, трехтычинковая, козья). Ива пепельная и рогоз широколистный иногда образуют почти сплошные заросли.
По окраинам заболоченных понижений и пятнами среди березово-еловых древостоев встречаются пушистоберёзовые и черноольховые леса. В черноольховых лесах почти всегда присутствует примесь березы пушистой, сомкнутость довольно высока — 90—100 процентов при высоте до 25—26 м и диаметрах стволов до 45—50 см. В качестве примеси имеются единичные высокоствольные ели. В подлеске — единичные ивы, редко — крушина ломкая и шиповник иглистый. В густом травяном покрове господствуют виды влажнотравья (крапивы двудомной, таволги вязолистной, тростника южного) и нередко — примесь видов широкотравья, в первую очередь — копытня европейского, сныти и медуницы неясной.
Схожим составом травяного яруса характеризуются пушистоберёзовые леса, в которых, однако, часто высоко участие вейника серого, тростника южного. Отмечается единичная примесь липы. Здесь же встречаются купальница европейская и тайник яйцевидный (редкие и уязвимые виды, не включенные в Красную книгу Московской области, но нуждающиеся на территории области в постоянном контроле и наблюдении), а в окраинных частях — мякотница однолистная. По всем заболоченным массивам отмечаются пятна с покровом из сфагновых мхов.

### Фауна
Фауна позвоночных животных заказника отличается значительным видовым разнообразием и хорошей сохранностью. Видовой состав территории типичен для сырых и заболоченных мелколиственных лесов со значительной примесью ели, а также еловых лесов запада Московской области; в заказнике обитают ряд редких и охраняемых видов животных.
На территории государственного природного заказника отмечено обитание 70 видов позвоночных животных, из них 2 вида амфибий, 55 видов птиц и 13 видов млекопитающих.
Основу фаунистического комплекса наземных позвоночных животных составляют виды, характерные для еловых и смешанных лесов Московской области, с заметным участием таёжных видов.
Одной из причин создания заказника была необходимость охраны мест ночевок и кормежки Люльковского предотлетного скопления серых журавлей. Об этом скоплении стало известно во второй половине 1980-х годов. Учёты, проведенные в 1988 году, показали, что здесь держится более 250 серых журавлей. Птицы кормились на сельскохозяйственных полях в окрестностях деревень Кусково и Люльки, а ночевали по реке Большой Шане на границе с Калужской областью (участок 1 заказника) и в болотах к юго-востоку от деревни Люльки. Регулярные учёты журавлей проводились здесь вплоть до середины 1990-х годов. В сентябре 1991 года было учтено их максимальное количество (551 особь), а при последнем учёте журавлей в предотлетном скоплении в 1996 году было зафиксировано 149 особей. В настоящее время в связи с почти полным прекращением сельскохозяйственных работ и зарастанием бывших полей кустарником серые журавли перестали кормиться в данном районе, и предотлетное скопление этого вида здесь больше не формируется.
В пределах участка 1 заказника можно выделить три зоокомплекса (зооформации): зооформация еловых лесов, зооформация лиственных (главным образом, берёзовых) лесов, часто сырых и заболоченных, и зооформация лугово-опушечных местообитаний.
В еловых лесах из млекопитающих отмечены куница лесная, енотовидная собака, лисица обыкновенная, обыкновенная рысь (вид, занесенный в Красную книгу Московской области), заяц-беляк, белка обыкновенная, лось. Из птиц здесь отмечены глухарь, рябчик, обыкновенная кукушка, желна, большой пестрый дятел, пеночка-весничка, пеночка-теньковка, желтоголовый королек, крапивник, зарянка, певчий дрозд, чёрный дрозд, пухляк, обыкновенная пищуха, зяблик, чиж. Из амфибий отмечаются травяная и остромордая лягушки.
В сырых и заболоченных мелколиственных лесах отмечены норка американская, лось и бобр, из птиц — обыкновенная кукушка, большой пестрый дятел, иволга, пеночка-весничка, пеночка-трещотка, пересмешка, садовая славка, славка-черноголовка, мухоловка-пеструшка, зарянка, певчий дрозд, белобровик, длиннохвостая синица, большая синица, обыкновенная лазоревка, зяблик. Из амфибий отмечены те же травяная и остромордая лягушки.
В лугово-опушечных местообитаниях отмечены обыкновенная лисица, канюк, коростель, лесной конек, серая ворона, сорока, рябинник, обыкновенная овсянка, щегол, а также редкие виды бабочек — перламутровка дафна (вид занесен в Красную книгу Московской области), адмирал, большая лесная перламутровка.
На участке отмечаются волк и европейская косуля.
Участок 2 представляет собой лесной квартал с небольшим массивом лесных культур ели и сыроватым березняком с участием ели. Здесь можно выделить два зоокомплекса — обедненный по причине малой площади зоокомплекс смешанных лесов и зоокомплекс лугово-опушечных местообитаний.
В лесной части участка обитает большой пестрый дятел, пеночка-весничка, пеночка-теньковка, пеночка-трещотка, зарянка, пухляк, большая синица, зяблик, встречается медведица-госпожа (вид, занесенный в Красную книгу Московской области). В лугово-опушечных местообитаниях встречается коростель, лесной конек, серая ворона, сорока.
Участок 3 заказника характеризуется большей мозаичностью, чем первые два. Помимо еловых массивов и сырых березняков, здесь встречаются участки сырых осинников и открытых низинных болот, заросших тростником и ивняком. Поэтому наряду с зоокомплексом еловых лесов и зоокомплексом мелколиственных лесов здесь можно выделить зоокомплекс лесных низинных болот; кроме того, выделяется также зоокомплекс лугово-опушечных местообитаний.
В еловых лесах обитают практически те же виды позвоночных животных, что и на участке 1, но отмечаются также кедровка (вид, занесённый в Красную книгу Московской области), поползень и снегирь.
В мелколиственных лесах встречаются те же виды позвоночных, что и на участке 1. Кроме того, здесь отмечаются места концентрации кабана и барсука.
На низинных болотах с зарослями тростника и кустами ив гнездятся серый журавль (вид, занесенный в Красную книгу Московской области), речной сверчок, камышевка-барсучок, болотная камышевка; по краю леса и болота обычен лесной конёк.
В лугово-опушечных местообитаниях помимо видов, отмеченных на участках 1 и 2, встречаются ворон, сойка, дрозд-деряба (редкий и уязвимый вид, не включенный в Красную книгу Московской области, но нуждающийся на территории области в постоянном контроле и наблюдении), луговой и полевой луни (виды, занесенные в Красную книгу Московской области), тетерев. На открытых участках территории встречается также белый аист (вид, занесенный в Красную книгу Московской области), на заболоченных лугах отмечается большой кроншнеп (вид, занесённый в Красную книгу Российской Федерации и Красную книгу Московской области).

## Объекты особой охраны заказника
Охраняемые экосистемы: субнеморальные березово-еловые и елово-березовые широкотравно-кисличные, папоротниково-кисличные, влажнотравно-кисличные и кисличные зеленомошные леса с участками смешанных березово-осиново-еловых с липой и кленом кустарниковых широкотравных; осиновые влажнотравно-широкотравные и влажнотравные леса; березовые и черноольховые широкотравно-влажнотравные, влажнотравные и тростниковые леса; переходные березово-сосновые осоково-сфагновые болота; сочетания заболоченных тростниковых, рогозовых, серовейниковых и влажнотравно-осоковых низинных болот с кустарниковыми ивами и сырых лугов.
Места произрастания и обитания охраняемых в Московской области, а также иных редких и уязвимых видов растений и животных, зафиксированных на территории заказника, перечисленных ниже, а также глухаря, европейской косули, барсука, тетерева, волка.
Охраняемые в Московской области, а также иные редкие и уязвимые виды растений:
- виды, занесенные в Красную книгу Российской Федерации и Московской области: пальчатокоренник длиннолистный, или балтийский;
- виды, занесенные в Красную книгу Московской области: подлесник европейский, мякотница однолистная;
- редкие и уязвимые виды, не включенные в Красную книгу Московской области, но нуждающиеся на территории области в постоянном контроле и наблюдении: плаун булавовидный, ландыш майский, любка двулистная, пальчатокоренник Фукса, тайник яйцевидный, гнездовка настоящая, дремлик широколистный, купальница европейская, волчеягодник обыкновенный, синюха голубая, колокольчик широколистный.

Охраняемые в Московской области виды лишайников, занесенные в Красную книгу Московской области: уснея нитчатая, или густобородая, бриория волосовидная.
Охраняемые в Московской области, а также иные редкие и уязвимые виды животных:
- виды, занесённые в Красную книгу Российской Федерации и Красную книгу Московской области: большой кроншнеп;
- виды, занесённые в Красную книгу Московской области: рысь, белый аист, полевой лунь, луговой лунь, серый журавль, кедровка, медведица-госпожа, перламутровка дафна;
- редкие и уязвимые виды, не включенные в Красную книгу Московской области, но нуждающиеся на территории области в постоянном контроле и наблюдении: деряба; адмирал, большая лесная перламутровка.